# Миссия невыполнима (сезон 4)
Четвёртый сезон оригинального «Миссия невыполнима» изначально выходил в эфир по воскресеньям 10:00—11:00 вечера на канале CBS с 28 сентября 1969 года по 29 марта 1970 года.

## В ролях
| Персонаж                | Актёр         | Основной   | Периодический |
| ----------------------- | ------------- | ---------- | ------------- |
| Джим Фелпс              | Питер Грейвс  | Весь сезон |               |
| Пэрис                   | Леонард Нимой | Весь сезон |               |
| Бернард «Барни» Кольер  | Грег Моррис   | Весь сезон |               |
| Вильям «Вилли» Армитадж | Питер Люпус   | Весь сезон |               |

## Серии
| №                                                  | #  | Название                                        | Режиссёр                | Сценарист                                                                    | Дата выхода в эфир | Prod. No. |
| -------------------------------------------------- | -- | ----------------------------------------------- | ----------------------- | ---------------------------------------------------------------------------- | ------------------ | --------- |
| 79                                                 | 1  | «Код» «The Code»                                | Стюарт Хагманн          | Кен Петтас                                                                   | 28 сентября 1969   | 78        |
| 80                                                 | 2  | «Игра чисел» «The Numbers Game»                 | Реза С. Бадийи          | Ли Вэнс                                                                      | 5 октября 1969     | 80        |
| 81                                                 | 3  | «Контролёры. Часть 1» «The Controllers: Part 1» | Пол Красни              | Лоренс Хит                                                                   | 12 октября 1969    | 76        |
| 82                                                 | 4  | «Контролёры. Часть 2» «The Controllers: Part 2» | Пол Красни              | Лоренс Хит                                                                   | 19 октября 1969    | 77        |
| 83                                                 | 5  | «Золото идиота» «Fool’s Gold»                   | Мюррей Голден           | Кен Петтас                                                                   | 26 октября 1969    | 83        |
| 84                                                 | 6  | «Команданте» «Commandante»                      | Барри Крейн             | Лоренс Хит                                                                   | 2 ноября 1969      | 81        |
| 85                                                 | 7  | «Подводная лодка» «Submarine»                   | Пол Красни              | Дональд Джеймс                                                               | 16 ноября 1969     | 85        |
| 86                                                 | 8  | «Вдохновитель» «Mastermind»                     | Георг Фенэйди           | Телеспектакль: Джерри Людвиг Рассказ: Джерри Людвиг и Ричард Нил Морган      | 23 ноября 1969     | 79        |
| 87                                                 | 9  | «Робот» «Robot»                                 | Реза С. Бадийи          | Говард Берк                                                                  | 30 ноября 1969     | 82        |
| 88                                                 | 10 | «Двойной круг» «The Double Circle»              | Барри Крэйн             | Джерри Людвиг                                                                | 7 декабря 1969     | 84        |
| 89                                                 | 11 | «Братья» «The Brothers»                         | Мюррей Голден           | Телеспектакль: Ли Вэнс Рассказ: Роберт К. Деннис                             | 14 декабря 1969    | 86        |
| 90                                                 | 12 | «Временная бомба» «Time Bomb»                   | Мюррей Голден           | Пол Плейдон                                                                  | 21 декабря 1969    | 90        |
| 91                                                 | 13 | «Потерявший память» «The Amnesiac»              | Реза С. Бадийи          | Телеспектакль: Роберт Малкольм Янг и Кен Петтас Рассказ: Роберт Малкольм Янг | 28 декабря 1969    | 91        |
| 92                                                 | 14 | «Сокол. Часть 1» «The Falcon: Part 1»           | Реза С. Бадийи          | Пол Плейдон                                                                  | 4 января 1970      | 87        |
| 93                                                 | 15 | «Сокол. Часть 2» «The Falcon: Part 2»           | Реза С. Бадийи          | Пол Плейдон                                                                  | 11 января 1970     | 88        |
| 94                                                 | 16 | «Сокол. Часть 3» «The Falcon: Part 3»           | Реза С. Бадийи          | Пол Плейдон                                                                  | 18 января 1970     | 89        |
| 95                                                 | 17 | «Чико» «Chico»                                  | Герберт Валлерстайн     | Кен Петтас                                                                   | 25 января 1970     | 92        |
| 96                                                 | 18 | «Цыган» «Gitano»                                | Барри Крэйн             | Лоренс Хит                                                                   | 1 февраля 1970     | 94        |
| 97                                                 | 19 | «Призраки» «Phantoms»                           | Марвин Чомски           | Лоренс Хит                                                                   | 8 февраля 1970     | 95        |
| 98                                                 | 20 | «Террор» «Terror»                               | Марвин Чомски           | Лоренс Хит                                                                   | 15 февраля 1970    | 93        |
| 99                                                 | 21 | «Парадокс любовника» «Lover’s Knot»             | Реза С. Бадийи          | Лоренс Хит                                                                   | 22 февраля 1970    | 96        |
| 100                                                | 22 | «Орфей» «Orpheus»                               | Джералд Майер           | Пол Плейдон                                                                  | 1 марта 1970       | 97        |
| Команда IMF должна остановить неизвестного убийцу. |    |                                                 |                         |                                                                              |                    |           |
| 101                                                | 23 | «Кран» «The Crane»                              | Пол Красни              | Кен Петтас                                                                   | 8 марта 1970       | 99        |
| 102                                                | 24 | «Эскадрон смерти» «Death Squad»                 | Барри Крэйн             | Лоренс Хит                                                                   | 15 марта 1970      | 100       |
| 103                                                | 25 | «Выбор» «The Choice»                            | Аллан Гриди Барри Крэйн | Телеспектакль: Кен Петтас Рассказ: Генри Шарп                                | 22 марта 1970      | 98        |
| 104                                                | 26 | «Мученик» «The Martyr»                          | Вирджил В. Вогель       | Кен Петтас                                                                   | 29 марта 1970      | 101       |